# Sql.ru
SQL.ru — русскоязычный сайт, посвящённый клиент-серверным информационным технологиям. На сайте есть тематические блоги, статьи и каталог книг. Основной раздел сайта — это его форум.

## История сайта
SQL.ru был открыт в 2000 году как форум для специалистов по базам данных, но вскоре его тематика расширилась до общекомпьютерной. На начало 2022 г. SQL.ru обладал рядом развитых тематических некомпьютерных разделов.
В марте 2022 года сайт прекратил работу. О возможности возобновления работы сайта нет никакой информации (декабрь 2022).

## Форум
Форум имел подразделы, посвящённые написанию программ на встроенных языках программирования СУБД и языках программирования, предназначенных для создания клиентских частей клиент-серверных приложений, а также разделы, предназначенные для дискуссий о преимуществах и недостатках различных языков программирования и СУБД. По количеству сообщений форум занимал четвёртое место среди русскоязычных интернет-форумов.
В работе форума принимали участие как студенты, так и профессиональные программисты и руководители предприятий, выпускающих коммерческое программное обеспечение.
В разделе форума, посвящённом СУБД MS SQL, принимал участие Александр Гладченко, главный редактор книги «Microsoft SQL Server. Полезные алгоритмы от SQL.RU».
В разделе форума, посвящённом СУБД Firebird, принимали участие непосредственные разработчики этой СУБД.
В разделе форума, посвящённом СУБД Oracle, принимали участие следующие известные специалисты:
- Дмитрий Калинин (ник Калина) — один из ведущих московских специалистов по Oracle. После его смерти 07.08.2006[5] в возрасте 28 лет на форуме была создана тема, где очень многие участники форума выразили свои соболезнования[6].
- Андрей Криушин (ник Ааз) — топ-менеджер РДТЕХа[7][8][9]. После его смерти в возрасте 48 лет[10][11] 02.08.2011 на форуме Oracle была создана тема, в которой многие участники выразили свои соболезнования и сказали много тёплых слов в его адрес[12].
- Валерий Кравчук (сначала участвовал в форуме, не имея зарегистрированной учётной записи[13], затем зарегистрировал учётную запись В. К.[14]) — заведующий редакцией перевода книги Тома Кайта (англ. Thomas Kyte) «Oracle для профессионалов»[15][16].

В разделе форума, посвящённом Delphi, принимали участие Анатолий Петрович Подгорецкий, автор перевода книги «Indy in Depth. Глубины Indy», и Дмитрий Арефьев — разработчик набора компонентов AnyDAC.